# NGC 4762
NGC 4762 (другие обозначения — UGC 8016, MCG 2-33-33, ZWG 71.65, VCC 2095, KCPG 356B, PGC 43733) — линзообразная галактика (SB0) в созвездии Девы.
Галактика находится на периферии скопления Девы, её абсолютная звёздная величина в полосе V составляет −21,2m и это вторая по яркости линзовидная галактика в скоплении. Галактика наблюдается с ребра, и Аллан Сэндидж отмечал её в 1961 году как самую плоскую галактику из известных. В 11 минутах дуги от неё находится NGC 4754.
Масса сверхмассивной чёрной дыры в её центре составляет 2,7⋅107 M⊙. Число шаровых звёздных скоплений в галактике оценивается как приблизительно 270. Для линзовидной галактики у неё очень маленький балдж, светимость которого составляет 13% от полной. В структуре галактики также обнаруживается бар, линза и внешнее кольцо.
Этот объект входит в число перечисленных в оригинальной редакции «Нового общего каталога».